# Oegenbostel
Oegenbostel ist ein Ortsteil der Gemeinde Wedemark in der niedersächsischen Region Hannover.

## Geographie
Ortsgliederung
- Oegenbostel (Hauptort)
- Bestenbostel (Teilort)
- Ibsingen (Teilort)

## Geschichte
Erste urkundliche Erwähnung fand Oegenbostel 990 als „Aingaburstalde“.
Im Teilort Bestenbostel ist der Adelshof derer „von Bestenbostel“ heute noch zu sehen. Im Teilort Ibsingen steht die 750 Jahre alte Linde, in deren Höhlung sich im Jahr 1812 ein Brelinger Schneider versteckt haben soll, um der Musterung durch napoleonische Soldaten zu entgehen. Am Hang des Brelinger Berges zwischen Ibsingen und Oegenbostel liegt das „Heidehaus Finkenslag“ des 1961 verstorbenen Lehrers und Heimatdichters Gustav Kohne.
Im Zuge der Gebietsreform in Niedersachsen, die am 1. März 1974 stattfand, wurde die zuvor selbständige Gemeinde Oegenbostel in die neue Gemeinde Wedemark eingegliedert.

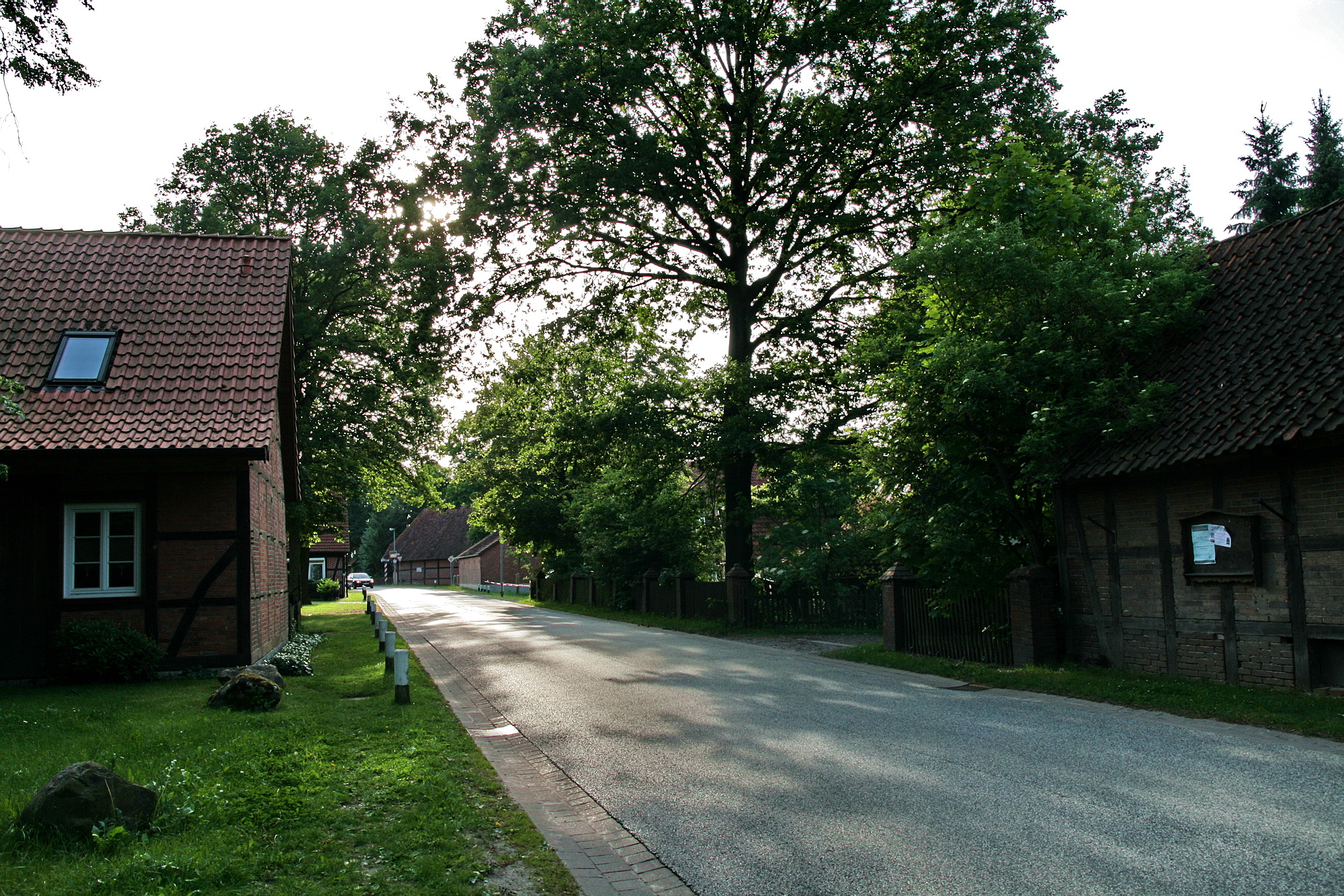
Ortsbild Oegenbostel
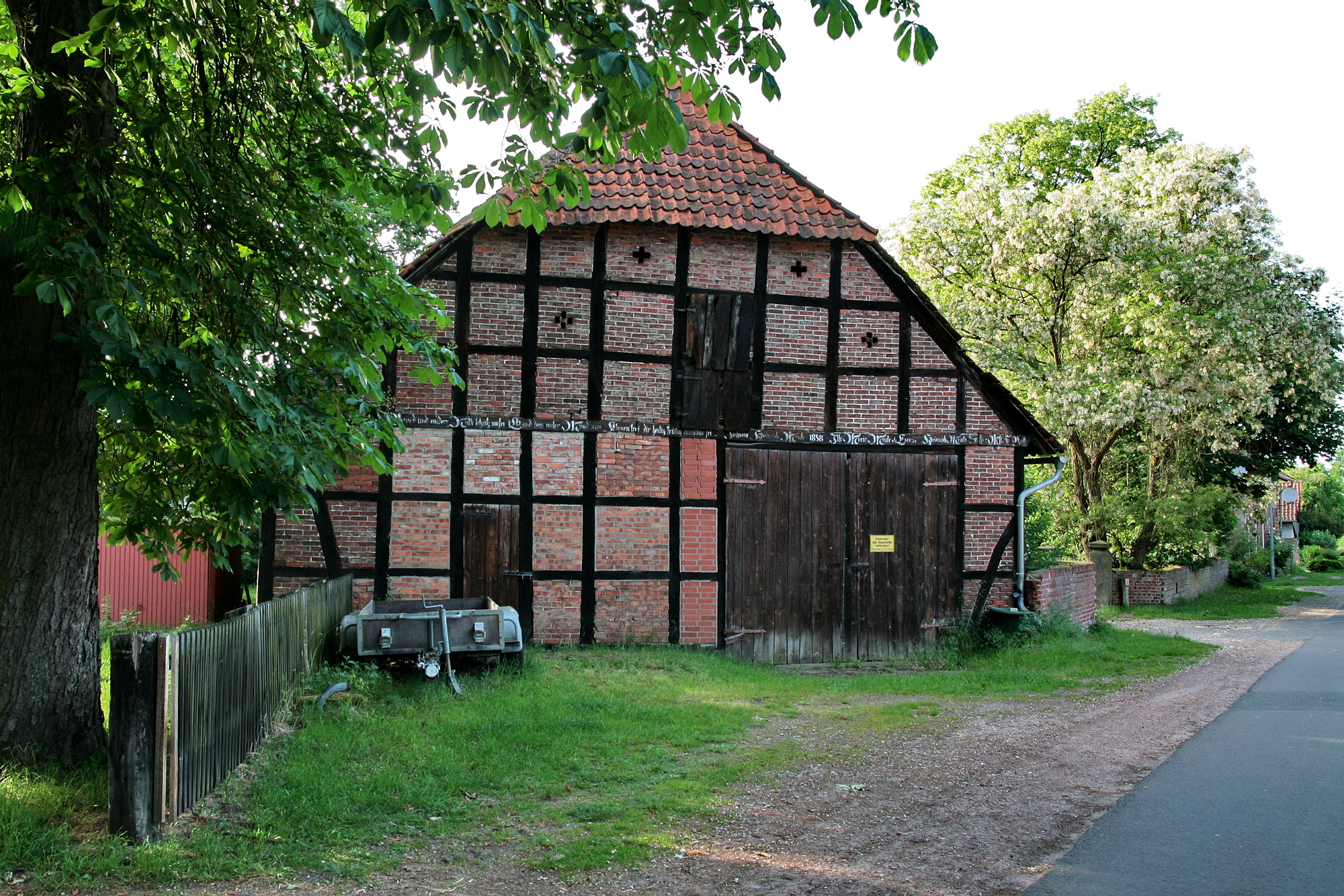
Fachwerkhaus von 1858

## Politik

### Ortsrat
Der Ortsrat verantwortet die Ortsteile Bennemühlen, Berkhof (mit Plumhof und Sprockhof) und Oegenbostel (mit Bestenbostel und Ibsingen) gemeinsam 
und besteht aus sieben Ratsmitgliedern der folgenden Parteien:
- WGW: 4 Sitze
- CDU: 3 Sitze

(Stand: Kommunalwahl 12. September 2021)

### Ortsbürgermeister
Der Ortsbürgermeister ist Dirk Görries (WGW). Sein Stellvertreter ist Martin Becker (CDU).

### Wappen
Der Entwurf des Kommunalwappens von Oegenbostel stammt von dem Heraldiker und Wappenmaler Gustav Völker, der zahlreiche Wappen in der Region Hannover erschaffen hat. Die Genehmigung des Wappens wurde durch den Regierungspräsidenten in Lüneburg am 27. August 1964 erteilt.
| Wappen von Oegenbostel | Blasonierung: „In Silber ein grüner Hügel, belegt mit einem silbernen Schild, darin ein rotes Wolfseisen (Ankerform), beiderseits begleitet von einem sechsstrahligen, roten Stern; über dem Hügel drei (1 : 2) grüne Lindenblätter.“ |
| Wappen von Oegenbostel | Wappenbegründung: Das Wappen zeigt unten den zum größten Teil in der Gemarkung Oegenbostel liegenden Brelinger Berg. Das Wappenbild in seiner Mitte ist dem Wappen derer von Bestenbostel entnommen worden. Der Amtsvogt Cord von Bestenbostel und seine Gemahlin Catharina von Weyhe ließen im Jahre 1603 die erste Schule in der Wedemark, und zwar in Bissendorf, errichten. Weithin bekannt ist der durch den Steinmetz Nottelman geschaffene Schulstein mit dem Porträt dieser Adelsfamilie. Die drei Lindenblätter weisen auf den Ortsteil Ibsingen hin und symbolisieren die dort stehende Linde, von der erzählt wird, dass in den Jahren um 1812 sich in dem hohlen Stamm ein Schneider aus Brelingen verborgen hielt, der den französischen Werbern nicht in die Hände fallen wollte. |